# Campeonato Europeo de Baloncesto Masculino Sub-18 de 2018
El Campeonato Europeo Sub-18 de Baloncesto Masculino 2018 fue la 35.ª edición del Campeonato Europeo de Baloncesto Masculino Sub-18. La competición tuvo lugar en tres ciudades Liepāja, Ventspils y Riga de Letonia del 28 de julio al 5 de agosto de 2018.

## Sedes
| Liepaja                      | Ventspils                                | Riga                           | LiepājaVentspilsRigaLiepāja, Ventspils y Riga, sedes del Campeonato Europeo de Baloncesto Masculino Sub-18 de 2018. |
| ---------------------------- | ---------------------------------------- | ------------------------------ | --- |
| Liepāja Olympic Centre       | Ventspils Olympic Center Basketball Hall | Arena Riga                     | LiepājaVentspilsRigaLiepāja, Ventspils y Riga, sedes del Campeonato Europeo de Baloncesto Masculino Sub-18 de 2018. |
| Capacidad: 1122 espectadores | Capacidad: 3085 espectadores             | Capacidad: 10 300 espectadores | LiepājaVentspilsRigaLiepāja, Ventspils y Riga, sedes del Campeonato Europeo de Baloncesto Masculino Sub-18 de 2018. |
|                              |                                          |                                | LiepājaVentspilsRigaLiepāja, Ventspils y Riga, sedes del Campeonato Europeo de Baloncesto Masculino Sub-18 de 2018. |

## Equipos participantes
- Bosnia y Herzegovina
- Croacia
- Finlandia
- Francia
- Alemania
- Gran Bretaña
- Grecia
- Italia
- Letonia
- Lituania
- Montenegro
- Rusia
- Serbia
- España
- Turquía
- Ucrania

## Fase de grupos
El sorteo se realizó el 16 de enero de 2018 en Frisinga.
En esta ronda, los 16 equipos están agrupados en cuatro grupos de cuatro equipos cada uno. Todos los equipos avanzan a la Fase Final.

### Grupo A
|   | Equipo  | Pts | PG | PP | PF  | PC  | Dif |
| - | ------- | --- | -- | -- | --- | --- | --- |
| 1 | Letonia | 5   | 2  | 1  | 243 | 219 | 24  |
| 2 | Grecia  | 5   | 2  | 1  | 231 | 212 | 19  |
| 3 | Italia  | 4   | 1  | 2  | 207 | 238 | −31 |
| 4 | Croacia | 4   | 1  | 2  | 211 | 223 | −12 |

#### Partidos
| 28 de julio, 16:15 | Grecia                                                                 | 81–65                | Italia                                             | |  |
|                    | Parciales: 11–19, 15–13, 21–16, 23–17                                  |                      |                                                    | |  |
|                    | Estadísticas N. Rogkavopoulos 32 N. Rogkavopoulos 12 N. Arsenopoulos 4 | Reporte Pts Reb Asts | Estadísticas 17 M. Palumbo 8 O. Dieng 6 M. Palumbo | Pabellón: Centro Olímpico de Ventspils, Ventspils Árbitros: Ernad Karovic Geert Jacobs Nikola Bejat |  |

| 28 de julio, 18:30 | Croacia                                               | 77–71                | Letonia                                           | |  |
|                    | Parciales: 17–13, 21–20, 20–13, 19–27                 |                      |                                                   | |  |
|                    | Estadísticas L. Šamanić 20 J. Planinic 8 V. Cubrilo 6 | Reporte Pts Reb Asts | Estadísticas 19 V. Veveris 5 K. Klips 7 A. Zagars | Pabellón: Centro Olímpico de Ventspils, Ventspils Árbitros: Luis Castillo Eduard Udyanskyy Nicolae Dragos-Alin |  |

| 29 de julio, 14:00 | Italia                                               | 74–67                | Croacia                                              | |  |
|                    | Parciales: 10–20, 24–13, 15–15, 25–19                |                      |                                                      | |  |
|                    | Estadísticas F. Miaschi 20 M. Palumbo 9 E. Czumbel 4 | Reporte Pts Reb Asts | Estadísticas 23 L. Samanic 9 F. Vujicic 5 F. Vujicic | Pabellón: Centro Olímpico de Ventspils, Ventspils Árbitros: Gytis Vilius Sergii Tyslenko Jan Baloun |  |

| 29 de julio, 18:30 | Letonia                                            | 80–74                | Grecia                                                          | |  |
|                    | Parciales: 23–18, 21–21, 17–21, 19–14              |                      |                                                                 | |  |
|                    | Estadísticas A. Zagars 25 A. Kurucs 11 A. Kurucs 6 | Reporte Pts Reb Asts | Estadísticas 20 C. Sandramanis 6 N. Rogkavopoulos 5 V. Gargalis | Pabellón: Centro Olímpico de Ventspils, Ventspils Árbitros: Radomir Vojinovic Joona Haaja Vladimir Jevtovic |  |

| 31 de julio, 14:00 | Croacia                                              | 67–76                | Grecia                                                           | |  |
|                    | Parciales: 10–25, 14–16, 26–14, 17–21                |                      |                                                                  | |  |
|                    | Estadísticas F. Vujicic 15 L. Samanic 10 R. Erslan 5 | Reporte Pts Reb Asts | Estadísticas 16 N. Arsenopoulos 9 A. Tsoumanis 4 N. Arsenopoulos | Pabellón: Centro Olímpico de Ventspils, Ventspils Árbitros: Luis Castillo Eduard Udyanskyy Nicolae Dragos-Alin |  |

| 31 de julio, 18:30 | Italia                                                | 68–90                | Letonia                                             | |  |
|                    | Parciales: 17–18, 19–35, 9–9, 23–28                   |                      |                                                     | |  |
|                    | Estadísticas F. Miaschi 18 M. Ladurner 5 E. Czumbel 4 | Reporte Pts Reb Asts | Estadísticas 17 A. Zagars 7 V. Veveris 4 O. Berzins | Pabellón: Centro Olímpico de Ventspils, Ventspils Árbitros: Ernad Karovic Geert Jacobs Nikola Bejat |  |

### Grupo B
|   | Equipo   | Pts | PG | PP | PF  | PC  | Dif |
| - | -------- | --- | -- | -- | --- | --- | --- |
| 1 | Alemania | 5   | 2  | 1  | 235 | 221 | 14  |
| 2 | Rusia    | 5   | 2  | 1  | 219 | 211 | 8   |
| 3 | Francia  | 4   | 1  | 2  | 234 | 242 | −8  |
| 4 | Turquía  | 4   | 1  | 2  | 196 | 210 | −14 |

#### Partidos
| 28 de julio, 14:00 | Turquía                                       | 73–67                | Alemania                                            |                                                                                           |  |
|                    | Parciales: 14–25, 16–18, 26–15, 17–9          |                      |                                                     |                                                                                           |  |
|                    | Estadísticas M. Akay 14 S. Kabaca 7 M. Akay 7 | Reporte Pts Reb Asts | Estadísticas 13 J. George 12 J. George 3 K. Binapfl | Pabellón: Centro Olímpico de Ventspils Árbitros: Gytis Vilius Sergii Tyslenko Joona Haaja |  |

| 28 de julio, 20:45 | Rusia                                                        | 82–80                | Francia                                         |                                                                                                 |  |
|                    | Parciales: 26–20, 23–24, 21–26, 12–20                        |                      |                                                 |                                                                                                 |  |
|                    | Estadísticas A. Ershov 14 N. Mikhailovski 7 A. Shcherbenev 5 | Reporte Pts Reb Asts | Estadísticas 18 J. Ayayi 6 J. Ayayi 5 T. Crusol | Pabellón: Centro Olímpico de Ventspils Árbitros: Radomir Vojinovic Jan Baloun Vladimir Jevtovic |  |

| 29 de julio, 16:15 | Francia                                                    | 78–67                | Turquía                                           |                                                                                              |  |
|                    | Parciales: 21–8, 20–20, 19–11, 18–28                       |                      |                                                   |                                                                                              |  |
|                    | Estadísticas M. Dossou Yovo 18 K. Dimanche 9 K. Dimanche 6 | Reporte Pts Reb Asts | Estadísticas 15 M. Konuk 4 M. Kurtuldum 4 M. Akay | Pabellón: Centro Olímpico de Ventspils Árbitros: Luis Castillo Nikola Bejat Eduard Udyanskyy |  |

| 29 de julio, 20:45 | Alemania                                                     | 75–72                | Rusia                                                              |                                                                                                 |  |
|                    | Parciales: 20–18, 12–22, 19–23, 24–9                         |                      |                                                                    |                                                                                                 |  |
|                    | Estadísticas J. George 15 M. Hollersbacher 8 J. Mattisseck 4 | Reporte Pts Reb Asts | Estadísticas 14 N. Mikhailovski 10 D. Kadoshnikov 4 A. Shcherbenev | Pabellón: Centro Olímpico de Ventspils Árbitros: Ernad Karovic Geert Jacobs Nicolae Dragon-Alin |  |

| 31 de julio, 16:15 | Turquía                                            | 56–65                | Rusia                                                        |                                                                                            |  |
|                    | Parciales: 14–23, 16–13, 15–14, 11–15              |                      |                                                              |                                                                                            |  |
|                    | Estadísticas E. Akyuz 20 E. Tirpanci 11 E. Akyuz 3 | Reporte Pts Reb Asts | Estadísticas 12 A. Ershov 8 N. Mikhailovski 3 A. Shcherbenev | Pabellón: Centro Olímpico de Ventspils Árbitros: Gytis Vilius Jan Baloun Vladimir Jevtovic |  |

| 31 de julio, 20:45 | Francia                                              | 76–93                | Alemania                                            |                                                                                                |  |
|                    | Parciales: 18–16, 17–24, 11–23, 30–30                |                      |                                                     |                                                                                                |  |
|                    | Estadísticas L. Bourhis 14 K. Baptiste 7 T. Crusol 4 | Reporte Pts Reb Asts | Estadísticas 13 K. Binapfl 5 F. Fleute 5 K. Binapfl | Pabellón: Centro Olímpico de Ventspils Árbitros: Radomir Vojinovic Sergii Tyslenko Joona Haaja |  |

### Grupo C
|   | Equipo               | Pts | PG | PP | PF  | PC  | Dif |
| - | -------------------- | --- | -- | -- | --- | --- | --- |
| 1 | España               | 6   | 3  | 0  | 276 | 172 | 104 |
| 2 | Finlandia            | 5   | 2  | 1  | 222 | 202 | 20  |
| 3 | Ucrania              | 4   | 1  | 2  | 189 | 252 | −63 |
| 4 | Bosnia y Herzegovina | 3   | 0  | 3  | 199 | 260 | −61 |

#### Partidos
| 28 de julio, 18:30 | España                                            | 94–64                | Bosnia y Herzegovina                                   |                                                                                               |  |
|                    | Parciales: 18–11, 31–20, 30–13, 15–20             |                      |                                                        |                                                                                               |  |
|                    | Estadísticas G. Dike 14 J. Pradilla 9 C. Alocen 9 | Reporte Pts Reb Asts | Estadísticas 22 K. Matkovic 8 K. Matkovic 3 H. Dedajic | Pabellón: Centro Olímpico de Liepaja Árbitros: Gentian Cici Gatis Salins Stylianos Simeonidis |  |

| 28 de julio, 20:45 | Ucrania                                               | 56–81                | Finlandia                                                  |                                                                                             |  |
|                    | Parciales: 13–29, 13–15, 16–16, 14–21                 |                      |                                                            |                                                                                             |  |
|                    | Estadísticas V. Shorstkyi 10 A. Grytsak 6 I. Zaiets 3 | Reporte Pts Reb Asts | Estadísticas 22 V. Tahvanainen 8 M. Jantunen 7 M. Jantunen | Pabellón: Centro Olímpico de Liepaja Árbitros: Blaz Zupancic Guido Giovannetti Martin Vulic |  |

| 29 de julio, 18:30 | Bosnia y Herzegovina                               | 67–80                | Ucrania                                                  | |  |
|                    | Parciales: 19–15, 14–18, 13–27, 21–20              |                      |                                                          | |  |
|                    | Estadísticas V. Ilic 17 K. Matkovic 7 J. Ramljak 6 | Reporte Pts Reb Asts | Estadísticas 17 A. Grytsak 9 R. Novitskyi 3 V. Shorstkyi | Pabellón: Centro Olímpico de Liepaja Árbitros: Beniamino Manuel Attard Josip Jurcevic Mehmet Karabilecen |  |

| 29 de julio, 20:45 | Finlandia                                                | 55–78                | España                                               |                                                                                                 |  |
|                    | Parciales: 14–22, 14–14, 15–20, 12–22                    |                      |                                                      |                                                                                                 |  |
|                    | Estadísticas M. Jantunen 20 M. Jantunen 8 E. Sajantila 4 | Reporte Pts Reb Asts | Estadísticas 11 D. Cuevas 10 J. Pradilla 9 C. Alocen | Pabellón: Centro Olímpico de Liepaja Árbitros: Sergei Beliakov Kyriacos Christou Thomas Bissuel |  |

| 31 de julio, 16:45 | Finlandia                                                      | 86–68                | Bosnia y Herzegovina                               | |  |
|                    | Parciales: 25–21, 24–16, 23–17, 14–14                          |                      |                                                    | |  |
|                    | Estadísticas V. Tahvanainen 25 M. Jantunen 10 V. Tahvanainen 8 | Reporte Pts Reb Asts | Estadísticas 22 V. Ilic 5 N. Omerovic 9 A. Kameric | Pabellón: Centro Olímpico de Liepaja Árbitros: Blaz Supancic Guido Giovannetti Stylianos Simeonidis |  |

| 31 de julio, 20:45 | España                                              | 104–53               | Ucrania                                                 | |  |
|                    | Parciales: 30–9, 22–17, 27–14, 25–13                |                      |                                                         | |  |
|                    | Estadísticas D. Cuevas 20 D. Alderete 7 D. Cuevas 4 | Reporte Pts Reb Asts | Estadísticas 10 A. Grytsak 7 R. Novitskyi 4 Y. Sorochan | Pabellón: Centro Olímpico de Liepaja Árbitros: Baniamio Manuel Attard Thomas Bissuel Mehmet Karabilecen |  |

### Grupo D
|   | Equipo       | Pts | PG | PP | PF  | PC  | Dif |
| - | ------------ | --- | -- | -- | --- | --- | --- |
| 1 | Lituania     | 6   | 3  | 0  | 264 | 246 | 18  |
| 2 | Serbia       | 5   | 2  | 1  | 286 | 258 | 28  |
| 3 | Gran Bretaña | 4   | 1  | 2  | 240 | 273 | −33 |
| 4 | Montenegro   | 3   | 0  | 3  | 250 | 263 | −13 |

#### Partidos
| 28 de julio, 14:00 | Gran Bretaña                                           | 87–78                | Montenegro                                         |                                                                                              |  |
|                    | Parciales: 21–17, 21–19, 27–24, 18–18                  |                      |                                                    |                                                                                              |  |
|                    | Estadísticas T. Sulaiman 26 T. Sulaiman 9 K. Queeley 6 | Reporte Pts Reb Asts | Estadísticas 20 N. Zizic 14 N. Zizic 9 I. Drobnjak | Pabellón: Centro Olímpico de Liepaja Árbitros: Sergei Beliakov Josip Jurcevic Thomas Bissuel |  |

| 28 de julio, 16:15 | Lituania                                                           | 92–87                | Serbia                                                     | |  |
|                    | Parciales: 21–21, 22–21, 15–29, 34–16                              |                      |                                                            | |  |
|                    | Estadísticas S. Jarumbauskas 19 S. Jarumbauskas 6 R. Jokubaitis 10 | Reporte Pts Reb Asts | Estadísticas 20 F. Petrusev 11 M. Pecarski 6 U. Trifunovic | Pabellón: Centro Olímpico de Liepaja Árbitros: Beniamino Manuel Attard Kyriakos Christou Mehmet Karabilecen |  |

| 29 de julio, 14:00 | Serbia                                                | 102–71               | Gran Bretaña                                    |                                                                                                |  |
|                    | Parciales: 23–16, 26–14, 29–21, 24–20                 |                      |                                                 |                                                                                                |  |
|                    | Estadísticas M. Pecarski 23 M. Pecarski 13 A. Lakic 8 | Reporte Pts Reb Asts | Estadísticas 15 M. Okros 7 C. Hayden 4 M. Okros | Pabellón: Centro Olímpico de Liepaja Árbitros: Blaz Zupancic Gatis Salins Stylianos Simeonidis |  |

| 29 de julio, 16:15 | Montenegro                                              | 77–79                | Lituania                                                 |                                                                                            |  |
|                    | Parciales: 20–16, 18–25, 18–16, 21–22                   |                      |                                                          |                                                                                            |  |
|                    | Estadísticas J. Kljajic 22 B. Tomasevic 7 I. Drobnjak 7 | Reporte Pts Reb Asts | Estadísticas 20 E. Venskus 12 E. Venskus 4 R. Jokubaitis | Pabellón: Centro Olímpico de Liepaja Árbitros: Gentian Cici Guido Giovannetti Martin Vulic |  |

| 31 de julio, 14:00 | Montenegro                                                | 95–97                | Serbia                                            |                                                                                            |  |
|                    | Parciales: 32–27, 17–12, 19–22, 16–23 (T.E.: 11–13)       |                      |                                                   |                                                                                            |  |
|                    | Estadísticas B. Tomasevic 23 N. Obradivic 6 J. Kljajic 10 | Reporte Pts Reb Asts | Estadísticas 28 M. Pecarski 12 D. Ilic 6 A. Lakic | Pabellón: Centro Olímpico de Liepaja Árbitros: Sergei Baliakov Josip Jurcevic Gatis Salins |  |

| 31 de julio, 18:30 | Lituania                                                       | 93–82                | Gran Bretaña                                         |                                                                                            |  |
|                    | Parciales: 32–19, 21–22, 22–18, 18–23                          |                      |                                                      |                                                                                            |  |
|                    | Estadísticas G. Urbonavicius 20 E. Venskus 8 E. Jermolajevas 5 | Reporte Pts Reb Asts | Estadísticas 27 M. Okros 7 H. Kitenge 4 T. Evboumwan | Pabellón: Centro Olímpico de Liepaja Árbitros: Gentian Cici Kyriacos Christou Martin Vulic |  |

## Fase final

### Cuadro final
|  | Octavos de final     | Octavos de final |              |          | Cuartos de final | Cuartos de final |  |         | Semifinales | Semifinales |       |              | Final        | Final       |  |
|  | 1 de agosto          | 1 de agosto      |              |          | 3 de agosto      | 3 de agosto      |  |         | 4 de agosto | 4 de agosto |       |              | 5 de agosto  | 5 de agosto |  |
|  |                      |                  |              |          |                  |                  |  |         |             |             |       |              |              |             |  |
|  |                      |                  |              |          |                  |                  |  |         |             |             |       |              |              |             |  |
|  | Letonia              | 62               |              |          |                  |                  |  |         |             |             |       |              |              |             |  |
|  | Letonia              | 62               |              |          |                  |                  |  |         |             |             |       |              |              |             |  |
|  | Turquía              | 61               |              |          |                  |                  |  |         |             |             |       |              |              |             |  |
|  | Turquía              | 61               |              | Letonia  | 76               |                  |  |         |             |             |       |              |              |             |  |
|  |                      |                  |              | Letonia  | 76               |                  |  |         |             |             |       |              |              |             |  |
|  |                      |                  | Gran Bretaña | 51       |                  |                  |  |         |             |             |       |              |              |             |  |
|  | Finlandia            | 73               | Gran Bretaña | 51       |                  |                  |  |         |             |             |       |              |              |             |  |
|  | Finlandia            | 73               |              |          |                  |                  |  |         |             |             |       |              |              |             |  |
|  | Gran Bretaña         | 77               |              |          |                  |                  |  |         |             |             |       |              |              |             |  |
|  | Gran Bretaña         | 77               |              |          |                  |                  |  | Letonia | 91          |             |       |              |              |             |  |
|  |                      |                  |              |          |                  |                  |  | Letonia | 91          |             |       |              |              |             |  |
|  |                      |                  | Rusia        | 80       |                  |                  |  |         |             |             |       |              |              |             |  |
|  | Rusia                | 79               | Rusia        | 80       |                  |                  |  |         |             |             |       |              |              |             |  |
|  | Rusia                | 79               |              |          |                  |                  |  |         |             |             |       |              |              |             |  |
|  | Italia               | 66               |              |          |                  |                  |  |         |             |             |       |              |              |             |  |
|  | Italia               | 66               |              | Rusia    | 79               |                  |  |         |             |             |       |              |              |             |  |
|  |                      |                  |              | Rusia    | 79               |                  |  |         |             |             |       |              |              |             |  |
|  |                      |                  | Lituania     | 77       |                  |                  |  |         |             |             |       |              |              |             |  |
|  | Lituania             | 104              | Lituania     | 77       |                  |                  |  |         |             |             |       |              |              |             |  |
|  | Lituania             | 104              |              |          |                  |                  |  |         |             |             |       |              |              |             |  |
|  | Bosnia y Herzegovina | 71               |              |          |                  |                  |  |         |             |             |       |              |              |             |  |
|  | Bosnia y Herzegovina | 71               |              |          |                  |                  |  |         |             |             |       | Letonia      | 90           |             |  |
|  |                      |                  |              |          |                  |                  |  |         |             |             |       | Letonia      | 90           |             |  |
|  |                      |                  | Serbia       | 99       |                  |                  |  |         |             |             |       |              |              |             |  |
|  | Grecia               | 81               | Serbia       | 99       |                  |                  |  |         |             |             |       |              |              |             |  |
|  | Grecia               | 81               |              |          |                  |                  |  |         |             |             |       |              |              |             |  |
|  | Francia              | 86               |              |          |                  |                  |  |         |             |             |       |              |              |             |  |
|  | Francia              | 86               |              | Francia  | 76               |                  |  |         |             |             |       |              |              |             |  |
|  |                      |                  |              | Francia  | 76               |                  |  |         |             |             |       |              |              |             |  |
|  |                      |                  | Montenegro   | 74       |                  |                  |  |         |             |             |       |              |              |             |  |
|  | España               | 78               | Montenegro   | 74       |                  |                  |  |         |             |             |       |              |              |             |  |
|  | España               | 78               |              |          |                  |                  |  |         |             |             |       |              |              |             |  |
|  | Montenegro           | 83               |              |          |                  |                  |  |         |             |             |       |              |              |             |  |
|  | Montenegro           | 83               |              |          |                  |                  |  | Francia | 67          |             |       |              |              |             |  |
|  |                      |                  |              |          |                  |                  |  | Francia | 67          |             |       |              |              |             |  |
|  |                      |                  | Serbia       | 78       |                  |                  |  |         |             |             |       |              |              |             |  |
|  | Alemania             | 73               | Serbia       | 78       |                  |                  |  |         |             |             |       |              |              |             |  |
|  | Alemania             | 73               |              |          |                  |                  |  |         |             |             |       |              |              |             |  |
|  | Croacia              | 60               |              |          |                  |                  |  |         |             |             |       |              |              |             |  |
|  | Croacia              | 60               |              | Alemania | 86               |                  |  |         |             |             |       | Tercer lugar | Tercer lugar |             |  |
|  |                      |                  |              | Alemania | 86               |                  |  |         |             |             |       | Tercer lugar | Tercer lugar |             |  |
|  |                      |                  | Serbia       | 92       |                  |                  |  |         |             |             |       |              |              |             |  |
|  | Serbia               | 121              | Serbia       | 92       |                  |                  |  |         |             |             | Rusia | 70           |              |             |  |
|  | Serbia               | 121              |              |          |                  |                  |  |         |             |             | Rusia | 70           |              |             |  |
|  | Ucrania              | 49               |              |          |                  |                  |  |         |             |             |       |              | Francia      | 79          |  |
|  | Ucrania              | 49               |              |          |                  |                  |  |         |             |             |       |              | Francia      | 79          |  |
|  |                      |                  |              |          |                  |                  |  |         |             |             |       |              |              |             |  |

#### Octavos de final
| 1 de agosto, 18:30 | Letonia                                           | 62–61                | Turquía                                           | |  |
|                    | Parciales: 30–16, 12–13, 5–19, 15–13              |                      |                                                   | |  |
|                    | Estadísticas A. Kurucs 16 A. Snipke 8 A. Zagars 9 | Reporte Pts Reb Asts | Estadísticas 13 E. Tirpanci 6 T. Sezgün 9 M. Akay | Pabellón: Centro Olímpico de Ventspils, Ventspils Árbitros: Luis Castillo Sergii Tyslenko Nikola Bejat |  |

| 1 de agosto, 14:00 | Finlandia                                                      | 73–77                | Gran Bretaña                                        | |  |
|                    | Parciales: 19–24, 17–14, 19–24, 18–15                          |                      |                                                     | |  |
|                    | Estadísticas V. Tahvanainen 24 M. Jantunen 12 V. Tahvanainen 5 | Reporte Pts Reb Asts | Estadísticas 20 M. Okros 12 H. Kitenge 6 K. Queeley | Pabellón: Centro Olímpico de Liepāja, Liepāja Árbitros: Sergei Beliakov Baniamio Manuel Attard Thomas Bissuel |  |

| 1 de agosto, 14:00 | Rusia                                                           | 79–66                | Italia                                                | |  |
|                    | Parciales: 24–19, 19–16, 20–17, 16–14                           |                      |                                                       | |  |
|                    | Estadísticas N. Mikhailovskii 17 N. Mikhailovskii 9 A. Ershov 5 | Reporte Pts Reb Asts | Estadísticas 29 F. Miascchi 8 M. Palumbo 2 E. Czumbel | Pabellón: Centro Olímpico de Ventspils, Ventspils Árbitros: Radomir Vojinovic Vladimir Jevtovic Nicolae Dragon-Alin |  |

| 1 de agosto, 16:15 | Lituania                                                          | 104–71               | Bosnia y Herzegovina                               | |  |
|                    | Parciales: 32–22, 30–15, 20–22, 22–12                             |                      |                                                    | |  |
|                    | Estadísticas G. Urbonavicius 18 G. Urbonavicius 6 R. Jakubaitis 8 | Reporte Pts Reb Asts | Estadísticas 20 V. Ilic 7 K. Matkovic 7 A. Kameric | Pabellón: Centro Olímpico de Liepaja, Liepaja Árbitros: Mehmet Karabilecen Josip Jurcevic Gatis Salins |  |

| 1 de agosto, 16:15 | Grecia                                                        | 81–86                | Francia                                              | |  |
|                    | Parciales: 16–27, 28–13, 21–21, 16–25                         |                      |                                                      | |  |
|                    | Estadísticas N. Rogkavopoulos 21 A. Tsoumanis 5 V. Gargalis 4 | Reporte Pts Reb Asts | Estadísticas 31 J. Ayayi 7 K. Dimanche 9 K. Dimanche | Pabellón: Centro Olímpico de Ventspils, Ventspils Árbitros: Ernad Karovic Jan Baloun Eduard Udyanskyy |  |

| 1 de agosto, 20:45 | España                                           | 78–83                | Montenegro                                            | |  |
|                    | Parciales: 20–12, 14–17, 20–29, 24–25            |                      |                                                       | |  |
|                    | Estadísticas D. Cuevas 18 J. Parra 8 C. Alocen 8 | Reporte Pts Reb Asts | Estadísticas 18 N. Zizic 7 B. Tomasevic 5 I. Drobnjak | Pabellón: Centro Olímpico de Liepaja, Liepaja Árbitros: Blaz Zupancic Kyriacos Christou Martin Vulic |  |

| 1 de agosto, 20:45 | Alemania                                               | 73–60                | Croacia                                              |                                                                                                   |  |
|                    | Parciales: 16–14, 15–18, 18–12, 24–16                  |                      |                                                      |                                                                                                   |  |
|                    | Estadísticas M. Meredith 11 B. Vrcic 6 J. Mattisseck 4 | Reporte Pts Reb Asts | Estadísticas 15 F. Vujicic 8 F. Vujicic 5 J. Palokaj | Pabellón: Centro Olímpico de Ventspils, Ventspils Árbitros: Gytis Vilius Geert Jacobs Joona Haaja |  |

| 1 de agosto, 18:30 | Serbia                                                  | 121–49               | Ucrania                                                | |  |
|                    | Parciales: 28–19, 28–13, 32–12, 33–5                    |                      |                                                        | |  |
|                    | Estadísticas F. Petrusev 25 M. Pecarski 9 Z. Paunovic 7 | Reporte Pts Reb Asts | Estadísticas 15 V. Orzul 7 V. Markovetskyy 3 I. Zaiets | Pabellón: Centro Olímpico de Liepaja, Liepaja Árbitros: Gentian Cici Guido Giovannetti Stylianos Simeonidis |  |

#### Cuartos de final
| 3 de agosto, 18:30 | Letonia                                            | 76–51                | Gran Bretaña                                         |                                                                                |  |
|                    | Parciales: 14–13, 19–17, 23–13, 17–8               |                      |                                                      |                                                                                |  |
|                    | Estadísticas A. Kurucs 19 A. Snipke 11 A. Zagars 6 | Reporte Pts Reb Asts | Estadísticas 16 N. Robinson 13 H. Kitenge 2 J. Brown | Pabellón: Arena Riga, Riga Árbitros: Blaz Zupancic Geert Jacobs Josip Jurcevic |  |

| 3 de agosto, 20:45 | Rusia                                                           | 79–77                | Lituania                                               |                                                                                          |  |
|                    | Parciales: 12–18, 26–18, 22–18, 19–23                           |                      |                                                        |                                                                                          |  |
|                    | Estadísticas N. Mikhailosvki 33 P. Zakharov 8 N. Mikhailosvki 5 | Reporte Pts Reb Asts | Estadísticas 18 E. Venskus 10 E. Venskus 8 D. Sirvydis | Pabellón: Arena Riga, Riga Árbitros: Beniamio Manuel Attard Ernad Karovic Thomas Bissuel |  |

| 3 de agosto, 14:00 | Francia                                                     | 76–74                | Montenegro                                         |                                                                                 |  |
|                    | Parciales: 20–12, 13–24, 20–13, 11–15 (T.E.: 12–10)         |                      |                                                    |                                                                                 |  |
|                    | Estadísticas M. Dossou Yovo 20 M. Dossou Yovo 13 J. Ayayi 4 | Reporte Pts Reb Asts | Estadísticas 18 N. Zizic 10 N. Zizic 3 I. Drobnjak | Pabellón: Arena Riga, Riga Árbitros: Gytis Vilius Joona Haaja Guido Giovannetti |  |

| 3 de agosto, 16:15 | Alemania                                                       | 86–92                | Serbia                                                     |                                                                                    |  |
|                    | Parciales: 26–27, 20–19, 24–20, 16–26                          |                      |                                                            |                                                                                    |  |
|                    | Estadísticas M. Hollersbacher 21 H. Drescher 4 J. Mattisseck 5 | Reporte Pts Reb Asts | Estadísticas 25 Z. Paunovic 10 M. Pecarski 5 U. Trifunovic | Pabellón: Arena Riga, Riga Árbitros: Sergei Beliakov Martin Vulic Eduard Udyanskyy |  |

#### Semifinales
| 4 de agosto, 18:30 | Letonia                                          | 91–80                | Rusia                                                      |                                                                                 |  |
|                    | Parciales: 22–28, 20–15, 23–18, 26–19            |                      |                                                            |                                                                                 |  |
|                    | Estadísticas A. Zagars 35 A. Miska 6 A. Kurucs 7 | Reporte Pts Reb Asts | Estadísticas 24 A. Shashkov 10 N. Mikhailovski 5 A. Ershov | Pabellón: Arena Riga, Riga Árbitros: Gytis Vilius Martin Vulic Eduard Udyanskyy |  |

| 4 de agosto, 20:45 | Francia                                                      | 67–78                | Serbia                                                |                                                                                    |  |
|                    | Parciales: 14-20, 18-25, 13-17, 22-16                        |                      |                                                       |                                                                                    |  |
|                    | Estadísticas M. Dossou Yovo 12 M. Dossou Yovo 12 T. Crusol 9 | Reporte Pts Reb Asts | Estadísticas 27 M. Pecarski 12 M. Pecarski 6 A. Lakic | Pabellón: Arena Riga, Riga Árbitros: Gentian Cici Blaz Zupancic Mehmet Karabilecen |  |

#### Partido por la medalla de bronce
| 5 de agosto, 18:30 | Rusia                                                                | 70–79                | Francia                                                |                                                                                       |  |
|                    | Parciales: 14–11, 24–15, 22–28, 10–25                                |                      |                                                        |                                                                                       |  |
|                    | Estadísticas N. Mikhailovskii 16 N. Mikhailovskii 8 A. Shcherbenev 5 | Reporte Pts Reb Asts | Estadísticas 22 J. Ayayi 10 M. Dossou Yovo 5 T. Crusol | Pabellón: Arena Riga, Riga Árbitros: Radomir Vojinovic Gatis Salins Vladimir Jevtovic |  |

#### Final
| 5 de agosto, 20:45 | Letonia                                            | 90–99                | Serbia                                                      |                                                                                    |  |
|                    | Parciales: 20–32, 21–22, 24–25, 25–20              |                      |                                                             |                                                                                    |  |
|                    | Estadísticas A. Zagars 26 A. Kurucs 5 A. Zagars 11 | Reporte Pts Reb Asts | Estadísticas 34 M. Pecarski 13 M. Pecarski 15 U. Trifunovic | Pabellón: Arena Riga, Riga Árbitros: Gytis Vilius Blaz Zupancic Mehmet Karabilecen |  |

### Cuadro por el 5.º-8.º lugar
|  | Semifinales 5.º-8.º | Semifinales 5.º-8.º |          |          | Partido 5.º lugar | Partido 5.º lugar |  |
|  | 4 de agosto         | 4 de agosto         |          |          | 5 de agosto       | 5 de agosto       |  |
|  |                     |                     |          |          |                   |                   |  |
|  |                     |                     |          |          |                   |                   |  |
|  | Gran Bretaña        | 68                  |          |          |                   |                   |  |
|  | Gran Bretaña        | 68                  |          |          |                   |                   |  |
|  | Lituania            | 100                 |          |          |                   |                   |  |
|  | Lituania            | 100                 |          | Lituania | 83                |                   |  |
|  |                     |                     |          | Lituania | 83                |                   |  |
|  |                     |                     | Alemania | 55       |                   |                   |  |
|  | Montenegro          | 52                  | Alemania | 55       |                   |                   |  |
|  | Montenegro          | 52                  |          |          |                   |                   |  |
|  | Alemania            | 76                  |          |          | Partido 7.º lugar | Partido 7.º lugar |  |
|  | Alemania            | 76                  |          |          | Partido 7.º lugar | Partido 7.º lugar |  |
|  |                     |                     |          |          |                   |                   |  |
|  |                     |                     |          |          | Gran Bretaña      | 70                |  |
|  |                     |                     |          |          | Gran Bretaña      | 70                |  |
|  |                     |                     |          |          | Montenegro        | 68                |  |
|  |                     |                     |          |          | Montenegro        | 68                |  |
|  |                     |                     |          |          |                   |                   |  |

#### Semifinales del 5.º–8.º lugar
| 4 de agosto, 16:15 | Gran Bretaña                                           | 68–100               | Lituania                                                          |                                                                                            |  |
|                    | Parciales: 18–24, 18–29, 15–28, 17–19                  |                      |                                                                   |                                                                                            |  |
|                    | Estadísticas K. Queeley 15 H. Kitenge 9 T. Evboumwan 2 | Reporte Pts Reb Asts | Estadísticas 18 S. Jarumbauskas 8 G. Urbonavicius 8 R. Jokubaitis | Pabellón: Arena Riga, Riga Árbitros: Vladimir Jevtovic Guido Giovannetti Kyriacos Christou |  |

| 4 de agosto, 14:00 | Montenegro                                            | 52–76                | Alemania                                                 |                                                                                      |  |
|                    | Parciales: 10–17, 14–21, 16–22, 12–16                 |                      |                                                          |                                                                                      |  |
|                    | Estadísticas D. Brnovic 18 D. Brnovic 5 I. Drobnjak 3 | Reporte Pts Reb Asts | Estadísticas 12 M. Hollersbacher 9 B. Vrcic 4 K. Bruhbke | Pabellón: Arena Riga, Riga Árbitros: Beniamio Manuel Attar Nikola Bejat Gatis Salins |  |

#### Partido por el 7.º lugar
| 5 de agosto, 14:00 | Gran Bretaña                                           | 70–68                | Montenegro                                                |                                                                                               |  |
|                    | Parciales: 14–25, 24–16, 13–20, 19–7                   |                      |                                                           |                                                                                               |  |
|                    | Estadísticas N. Robinson 19 H. Kitenge 11 H. Kitenge 4 | Reporte Pts Reb Asts | Estadísticas 17 N. Obradovic 11 N. Obradovic 6 J. Kljajic | Pabellón: Centro Olímpico de Riga, Riga Árbitros: Luis Castillo Sergii Tyslenko Ernad Karovic |  |

#### Partido por el 5.º lugar
| 5 de agosto, 16:15 | Lituania                                                      | 83–55                | Alemania                                             |                                                                                       |  |
|                    | Parciales: 23-16, 27-14, 17-10, 16-15                         |                      |                                                      |                                                                                       |  |
|                    | Estadísticas D. Sirvydis 20 S. Jarumbauskas 6 D. Giedraitis 5 | Reporte Pts Reb Asts | Estadísticas 9 H. Drescher 6 B. Vrcic 2 T. Lanmuller | Pabellón: Arena Riga, Riga Árbitros: Sergei Beliakov Guido Giovannetti Josip Jurcevic |  |

### Cuadro por los 9.º-16 º lugares
|  | Partido 13.er lugar  | Partido 13.er lugar |             |           | Semifinales 13.º-16.º | Semifinales 13.º-16.º |             |             | Cuartos de final 9.º-16.º | Cuartos de final 9.º-16.º |        |         | Semifinales 9.º-12.º | Semifinales 9.º-12.º |  |  | Partido 9.º lugar | Partido 9.º lugar |
|  |                      |                     |             |           |                       |                       |             |             |                           |                           |        |         |                      |                      |  |  |                   |                   |
|  |                      |                     |             |           |                       |                       |             |             | 3 de agosto               |                           |        |         |                      |                      |  |  |                   |                   |
|  |                      |                     |             |           |                       |                       |             |             |                           |                           |        |         |                      |                      |  |  |                   |                   |
|  | 5 de agosto          | 5 de agosto         |             |           | 4 de agosto           | 4 de agosto           |             |             | Turquía                   | 74                        |        |         | 4 de agosto          | 4 de agosto          |  |  | 5 de agosto       | 5 de agosto       |
|  | 5 de agosto          | 5 de agosto         |             |           | 4 de agosto           | 4 de agosto           |             |             | Turquía                   | 74                        |        |         | 4 de agosto          | 4 de agosto          |  |  | 5 de agosto       | 5 de agosto       |
|  | 5 de agosto          | 5 de agosto         |             |           | 4 de agosto           | 4 de agosto           | Finlandia   | 56          |                           |                           |        |         | 4 de agosto          | 4 de agosto          |  |  | 5 de agosto       | 5 de agosto       |
|  | 5 de agosto          | 5 de agosto         |             | Finlandia | 79                    |                       | Finlandia   | 56          |                           |                           |        | Turquía | 69                   |                      |  |  | 5 de agosto       | 5 de agosto       |
|  | 5 de agosto          | 5 de agosto         | 3 de agosto | Finlandia | 79                    |                       |             |             |                           |                           |        | Turquía | 69                   |                      |  |  | 5 de agosto       | 5 de agosto       |
|  | 5 de agosto          | 5 de agosto         |             |           | Bosnia y Herzegovina  | 55                    |             |             | Italia                    | 79                        |        |         |                      |                      |  |  | 5 de agosto       | 5 de agosto       |
|  | 5 de agosto          | 5 de agosto         | Italia      | 98        | Bosnia y Herzegovina  | 55                    |             |             | Italia                    | 79                        |        |         |                      |                      |  |  | 5 de agosto       | 5 de agosto       |
|  | 5 de agosto          | 5 de agosto         | Italia      | 98        |                       |                       |             |             |                           |                           |        |         |                      |                      |  |  | 5 de agosto       | 5 de agosto       |
|  | 5 de agosto          | 5 de agosto         |             |           | Bosnia y Herzegovina  | 96                    |             |             |                           |                           |        |         |                      |                      |  |  | 5 de agosto       | 5 de agosto       |
|  | Finlandia            | 89                  |             |           | Bosnia y Herzegovina  | 96                    | Italia      | 62          |                           |                           |        |         |                      |                      |  |  |                   |                   |
|  | Finlandia            | 89                  | 3 de agosto |           |                       |                       | Italia      | 62          |                           |                           |        |         |                      |                      |  |  |                   |                   |
|  | Grecia               | 85                  |             |           | España                | 80                    |             |             |                           |                           |        |         |                      |                      |  |  |                   |                   |
|  | Grecia               | 85                  | Grecia      | 70        | España                | 80                    |             |             |                           |                           |        |         |                      |                      |  |  |                   |                   |
|  |                      |                     | Grecia      | 70        | 4 de agosto           | 4 de agosto           | 4 de agosto | 4 de agosto |                           |                           |        |         |                      |                      |  |  |                   |                   |
|  |                      |                     | España      | 85        | 4 de agosto           | 4 de agosto           | 4 de agosto | 4 de agosto |                           |                           |        |         |                      |                      |  |  |                   |                   |
|  | Partido 15.º lugar   | Partido 15.º lugar  | España      | 85        | Grecia                | 77                    |             |             |                           |                           | España | 89      | Partido 11.º lugar   | Partido 11.º lugar   |  |  |                   |                   |
|  | Partido 15.º lugar   | Partido 15.º lugar  | 3 de agosto |           | Grecia                | 77                    |             |             |                           |                           | España | 89      | Partido 11.º lugar   | Partido 11.º lugar   |  |  |                   |                   |
|  | 5 de agosto          | 5 de agosto         |             |           | Ucrania               | 73                    |             |             | Croacia                   | 52                        |        |         | 5 de agosto          | 5 de agosto          |  |  |                   |                   |
|  | Bosnia y Herzegovina | 88                  | Croacia     | 85        | Ucrania               | 73                    | Turquía     | 72          | Croacia                   | 52                        |        |         |                      |                      |  |  |                   |                   |
|  | Bosnia y Herzegovina | 88                  | Croacia     | 85        |                       |                       | Turquía     | 72          |                           |                           |        |         |                      |                      |  |  |                   |                   |
|  | Ucrania              | 94                  |             |           | Ucrania               | 62                    |             |             | Croacia                   | 74                        |        |         |                      |                      |  |  |                   |                   |

#### Cuartos de final del 9.º–16.º lugar
| 3 de agosto, 14:00 | Grecia                                                         | 70–85                | España                                         | |  |
|                    | Parciales: 17–25, 19–19, 12–13, 22–28                          |                      |                                                | |  |
|                    | Estadísticas A. Tsoumanis 12 N. Rogkavopoulos 6 A. Tsoumanis 3 | Reporte Pts Reb Asts | Estadísticas 17 J. Parra 9 A. Sola 7 C. Alocen | Pabellón: Centro Olímpico de Riga, Riga Árbitros: Radomir Vojinovic Nikola Bejat Vladimir Jevtovic |  |

| 3 de agosto, 16:15 | Croacia                                                | 85–62                | Ucrania                                                    | |  |
|                    | Parciales: 18–18, 18–17, 24–12, 25–15                  |                      |                                                            | |  |
|                    | Estadísticas L. Samanic 29 J. Planinic 12 J. Palokaj 7 | Reporte Pts Reb Asts | Estadísticas 14 V. Shorstkyi 8 V. Markovetskyy 3 I. Zaiets | Pabellón: Centro Olímpico de Riga, Riga Árbitros: Mehmet Karabilecen Jan Baloun Nicolae Dragon-Alin |  |

| 3 de agosto, 18:30 | Turquía                                          | 74–56                | Finlandia                                               |                                                                                                  |  |
|                    | Parciales: 12–20, 21–10, 27–13, 14–13            |                      |                                                         |                                                                                                  |  |
|                    | Estadísticas E. Aydogan 16 S. Kabaca 8 M. Akay 7 | Reporte Pts Reb Asts | Estadísticas 14 O. Storgard 11 M. Jantunen 4 T. Exaucia | Pabellón: Centro Olímpico de Riga, Riga Árbitros: Gentian Cici Gatis Salins Stylianos Simeonidis |  |

| 3 de agosto, 20:45 | Italia                                                     | 98–96                | Bosnia y Herzegovina                               |                                                                                                   |  |
|                    | Parciales: 23–16, 17–20, 10–23, 25–16 (T.E.: 10–10, 13–11) |                      |                                                    |                                                                                                   |  |
|                    | Estadísticas F. Miaschi 27 M. Palumbo 13 M. Palumbo 4      | Reporte Pts Reb Asts | Estadísticas 29 V. Ilic 9 N. Omerovic 8 A. Kameric | Pabellón: Centro Olímpico de Riga, Riga Árbitros: Luis Castillo Sergii Tyslenko Kyriacos Christou |  |

#### Semifinales por el 13.º-16.º lugar
| 4 de agosto, 14:00 | Grecia                                                       | 77–73                | Ucrania                                                      |                                                                                             |  |
|                    | Parciales: 23–18, 27–12, 8–15, 19–28                         |                      |                                                              |                                                                                             |  |
|                    | Estadísticas K. Tsirogiannis 22 V. Gargalis 10 V. Gargalis 4 | Reporte Pts Reb Asts | Estadísticas 23 A. Grystak 14 V. Markovetskyy 5 V. Shorstkyi | Pabellón: Centro Olímpico de Riga, Riga Árbitros: Luis Castillo Geert Jacobs Josip Jurcevic |  |

| 4 de agosto, 16:15 | Finlandia                                                  | 79–55                | Bosnia y Herzegovina                              | |  |
|                    | Parciales: 23–13, 20–18, 21–6, 15–18                       |                      |                                                   | |  |
|                    | Estadísticas V. Thavanainen 22 M. Amzil 6 V. Thavanainen 6 | Reporte Pts Reb Asts | Estadísticas 9 M. Bosnjak 6 H. Begic 5 A. Kameric | Pabellón: Centro Olímpico de Riga, Riga Árbitros: Radomir Vojinovic Jan Baloun Nicolae Dragos-Alin |  |

#### Semifinales por el 9.º-12.º lugar
| 4 de agosto, 18:30 | Turquía                                            | 69–79                | Italia                                             |                                                                                              |  |
|                    | Parciales: 14–25, 23–18, 19–15, 13–21              |                      |                                                    |                                                                                              |  |
|                    | Estadísticas T. Sezgün 13 M. Akay 9 O. Ilyasoglu 4 | Reporte Pts Reb Asts | Estadísticas 17 E. Czumbel 9 O. Dieng 7 F. Miaschi | Pabellón: Centro Olímpico de Riga, Riga Árbitros: Sergei Beliakov Joona Haaja Thomas Bissuel |  |

| 4 de agosto, 20:45 | España                                          | 89–52                | Croacia                                               | |  |
|                    | Parciales: 32-13, 17-14, 29-9, 11-16            |                      |                                                       | |  |
|                    | Estadísticas C. Alocen 21 A. Sola 7 C. Alocen 6 | Reporte Pts Reb Asts | Estadísticas 25 J. Plamimic 8 L. Samanic 5 J. Palokaj | Pabellón: Centro Olímpico de Riga, Riga Árbitros: Ernad Karovic Sergii Tyslenko Stylianos Simeonidis |  |

#### Partido por el 15.º lugar
| 5 de agosto, 11:45 | Bosnia y Herzegovina                                   | 88–94                | Ucrania                                                  |                                                                                                 |  |
|                    | Parciales: 14–24, 32–24, 14–21, 28–25                  |                      |                                                          |                                                                                                 |  |
|                    | Estadísticas J. Ramljak 24 K. Matkovic 10 J. Ramljak 5 | Reporte Pts Reb Asts | Estadísticas 24 I. Zaiets 11 V. Markovetskyy 6 I. Zaiets | Pabellón: Centro Olímpico de Riga, Riga Árbitros: Joona Haaja Geert Jacobs Stylianos Simeonidis |  |

#### Partido por el 13.º lugar
| 5 de agosto, 14:00 | Finlandia                                                    | 89–85                | Grecia                                                            |                                                                                            |  |
|                    | Parciales: 21–22, 13–15, 26–12, 15–26 (T.E.: 14–10)          |                      |                                                                   |                                                                                            |  |
|                    | Estadísticas V. Tahvanainen 35 M. Jantunen 16 E. Sajantila 5 | Reporte Pts Reb Asts | Estadísticas 33 N. Rogkavopoulos 10 V. Gargalis 4 N. Arsenopoulos | Pabellón: Centro Olímpico de Riga, Riga Árbitros: Gentian Cici Nikola Bejat Thomas Bissuel |  |

#### Partido por el 11.º lugar
| 5 de agosto, 16:15 | Turquía                                             | 72–74                | Croacia                                                  | |  |
|                    | Parciales: 24–19, 12–15, 13–15, 13–13 (T.E.: 10–12) |                      |                                                          | |  |
|                    | Estadísticas S. Kabaca 19 S. Kabaca 13 E. Akyuz 6   | Reporte Pts Reb Asts | Estadísticas 24 J. Planinic 12 J. Planinic 11 J. Palojak | Pabellón: Centro Olímpico de Riga, Riga Árbitros: Beniamio Manuel Attard Eduard Udyanskyy Nicolae Dragon-Alin |  |

#### Partido por el 9.º lugar
| 5 de agosto, 18:30 | Italia                                                | 62–80                | España                                            |                                                                                             |  |
|                    | Parciales: 16–23, 10–14, 15–26, 21–17                 |                      |                                                   |                                                                                             |  |
|                    | Estadísticas M. Graziani 12 M. Palumbo 6 E. Czumbel 5 | Reporte Pts Reb Asts | Estadísticas 16 D. Cuevas 13 J. Parra 6 D. Cuevas | Pabellón: Centro Olímpico de Riga, Riga Árbitros: Martin Vulic Kyriacos Christou Jan Baloun |  |

## Clasificación final
– Clasifican al Mundial 2019.
     – Desciende a la División B.
| Pos.              | Equipo               | Balance |
| ----------------- | -------------------- | ------- |
| Medalla de oro    | Serbia               | 6-1     |
| Medalla de plata  | Letonia              | 5-2     |
| Medalla de bronce | Francia              | 4-3     |
| 4.º               | Rusia                | 4-3     |
| 5.º               | Lituania             | 6-1     |
| 6.º               | Alemania             | 4-3     |
| 7.º               | Gran Bretaña         | 3-4     |
| 8.º               | Montenegro           | 1-6     |
| 9.º               | España               | 6-1     |
| 10.º              | Italia               | 3-4     |
| 11.º              | Croacia              | 3-4     |
| 12.º              | Turquía              | 2-5     |
| 13.º              | Finlandia            | 4-3     |
| 14.º              | Grecia               | 3-4     |
| 15.º              | Ucrania              | 2-5     |
| 16.º              | Bosnia y Herzegovina | 0-7     |

## Clasificados al Campeonato Mundial Sub-19 2019
| Bandera de Serbia | Bandera de Letonia | Bandera de Francia | Bandera de Rusia | Bandera de Lituania |
| Serbia            | Letonia            | Francia            | Rusia            | Lituania            |
| ----------------- | ------------------ | ------------------ | ---------------- | ------------------- |